# VI Brigada Aérea (Bolivia)
La V Brigada Aérea es una unidad de la Fuerza Aérea Boliviana con base en la ciudad de Cobija. Fue creada el 10 de agosto de 2010 por disposición de la FAB y su misión es conducir operaciones aéreas. Sus unidades dependientes son:
- el Grupo Aéreo Táctico 62 (Riberalta);
- el Grupo Aéreo 64;
- y el Grupo de Artillería y Defensa Aérea 96 (Cobija).